# (164216) 2004 OT11
(164216) 2004 OT11 is een op 27 juli 2004 ontdekte planetoïde. De baan die (164216) 2004 OT11 beschrijft, kruist de baan van de Aarde om de zon. De planetoïde is dan ook als aardscheerder geclassificeerd.